# Christopher Heyerdahl
Pour les articles homonymes, voir Heyerdahl.
 (janvier 2023).
La mise en forme du texte ne suit pas les recommandations de Wikipédia : il faut le « wikifier ».
Les points d'amélioration suivants sont les cas les plus fréquents. Le détail des points à revoir est peut-être précisé sur la page de discussion.
- Les titres sont pré-formatés par le logiciel. Ils ne sont ni en capitales, ni en gras.
- Le texte ne doit pas être écrit en capitales (les noms de famille non plus), ni en gras, ni en italique, ni en « petit »…
- Le gras n'est utilisé que pour surligner le titre de l'article dans l'introduction, une seule fois.
- L'italique est rarement utilisé : mots en langue étrangère, titres d'œuvres, noms de bateaux, etc.
- Les citations ne sont pas en italique mais en corps de texte normal. Elles sont entourées par des guillemets français : « et ».
- Les listes à puces sont à éviter, des paragraphes rédigés étant largement préférés. Les tableaux sont à réserver à la présentation de données structurées (résultats, etc.).
- Les appels de note de bas de page (petits chiffres en exposant, introduits par l'outil «  Source ») sont à placer entre la fin de phrase et le point final[comme ça].
- Les liens internes (vers d'autres articles de Wikipédia) sont à choisir avec parcimonie. Créez des liens vers des articles approfondissant le sujet. Les termes génériques sans rapport avec le sujet sont à éviter, ainsi que les répétitions de liens vers un même terme.
- Les liens externes sont à placer uniquement dans une section « Liens externes », à la fin de l'article. Ces liens sont à choisir avec parcimonie suivant les règles définies. Si un lien sert de source à l'article, son insertion dans le texte est à faire par les notes de bas de page.
- La présentation des références doit suivre les conventions bibliographiques. Il est recommandé d'utiliser les modèles {{Ouvrage}}, {{Chapitre}}, {{Article}}, {{Lien web}} et/ou {{Bibliographie}}. Le mode d'édition visuel peut mettre en forme automatiquement les références.
- Insérer une infobox (cadre d'informations à droite) n'est pas obligatoire pour parachever la mise en page.

Pour une aide détaillée, merci de consulter Aide:Wikification.
Si vous pensez que ces points ont été résolus, vous pouvez retirer ce bandeau et améliorer la mise en forme d'un autre article.
Christopher Heyerdahl est un acteur canadien né le 18 septembre 1963 en Colombie-Britannique, Canada.

## Biographie
Christopher Heyerdahl est un acteur canadien né le 18 septembre 1963 en Colombie-Britannique, Canada. Il est né d'un père norvégien. Il possède d'ailleurs la double nationalité canadienne et norvégienne. Il est le neveu de l’anthropologue, navigateur et archéologue Thor Heyerdahl.
Il est notamment connu pour ses rôles dans les séries Smallville, Supernatural, Stargate Atlantis (série dans laquelle il interprète Todd un Wraith, ainsi que Halling, un Athosien ami de Teyla) et dans Sanctuary (où il incarne Jack l’éventreur / Montague John Druitt).
Il a travaillé à Montréal et parle couramment le français.
Sa grande taille — 1,93 m — lui donne un avantage pour décrocher des rôles de vampires. Il participe à Twilight, chapitre II : Tentation et Twilight, chapitre IV : Révélation, dans la première et la seconde partie,. Il y interprète le rôle de Marcus, doyen du clan Volturi qui impose les lois du monde des vampires, et joue également dans la série télévisée True Blood.
Il a joué dans des productions américaines comme Les Chroniques de Riddick, Blade: Trinity et Catwoman et également dans des films québécois comme Cadavres, Le Dernier Tunnel, La Loi du cochon, et dans plusieurs séries télé québécoises, comme Deux frères (Bobby Vieira, 1999), Le 7e Round (Arthur Kennedy, 2006), Mirador (Grenier, 2010).
À partir de 2011, il fait partie du casting principal de la série télévisée Hell on Wheels : L'Enfer de l'Ouest où il interprète le rôle de Thor Gundersen, un prêtre fanatique dit « le Suédois » qui s'oppose au héros de la série,, puis dans une autre série Sur ordre de Dieu (Ammon Lafferty, 2022).

## Filmographie

### Cinéma
- 1994 : Warriors de Shimon Dotan : Milo
- 1994 : Highlander 3 (Highlander III: The Sorcerer) d'Andy Morahan : Ponytail
- 1996 : Ennemis jurés (Coyote Run) de Shimon Dotan : Judd Lush
- 1996 : Tireur en péril (Silent Trigger) de Russell Mulcahy : O'Hara
- 1996 : Rowing Through de Masato Harada : Paul Enquist
- 1997 : Habitat : Eric Thornton
- 1997 : Hémoglobine (Bleeders) : Narrator
- 1997 : Affliction : Frankie Lacoy
- 1997 : État d'urgence (The Peacekeeper) : Hettinger
- 1997 : L'Éducation de Little Tree (The Education of Little Tree) : Pine Bill
- 1998 : The Ghosts of Dickens' Past : Charles Dickens
- 1999 : Fish Out of Water : Bobby Fish
- 1999 : Requiem for Murder : Det. Lou Heinz
- 1999 : Press Run : Mickey Collins
- 1999 : Babel : Preficator
- 2000 : Nowhere in Sight : Lewis Gills
- 2000 : Fantômes d'amour (Believe) : Thad Stiles
- 2001 : La Loi du cochon : Jodorowsky (Junkie)
- 2002 : Aftermath :
- 2004 : Le Dernier Tunnel : Smiley
- 2004 : Les Chroniques de Riddick (The Chronicles of Riddick) : Helion Politico
- 2004 : La Femme-chat (Catwoman) : Rocker
- 2004 : Blade: Trinity : Caulder
- 2005 : Le Survenant : Mike l'Irlandais
- 2005 : Kamataki : Scott
- 2007 : Invisible (The Invisible) : Dr. Woland
- 2009 : Cadavres : skin head
- 2009 : Twilight, chapitre II : Tentation : Marcus
- 2011 : Twilight, chapitre IV : Révélation, 1re partie de Bill Condon : Marcus
- 2012 : Twilight, chapitre V : Révélation, 2e partie de Bill Condon : Marcus
- 2014 : The Calling : Simon
- 2018 : Sicario : La Guerre des cartels (Sicario: Day of the Soldado) de Stefano Sollima : le directeur
- 2018 : Stockholm de Robert Budreau (en)
- 2022 : Corner Office (en) : Andrew
- 2022 : Viking de Stéphane Lafleur : Ron Walker

### Télévision
- 1994 : The Maharaja's Daughter : Walt
- 1995 : L'Instit  : Christophe (saison 3 épisode 11, le boulard)
- 1996 : Twists of Terror : Darien
- 1997 : L'Appel de la forêt (The Call of the Wild: Dog of the Yukon) de Peter Svatek : compagnon de jeu #2
- 1998 : Out of Mind: The Stories of H.P. Lovecraft : Howard P. Lovecraft
- 1999 : Deux frères : Bobby Vieira
- 2000 : Nuremberg : Ernst Kaltenbrunner
- 2001 : Varian's War : Marius Franken
- 2002 : Matthew Blackheart: Monster Smasher : Dr. Jacob Mortas
- 2002 : Napoléon : Étienne Geoffroy Saint-Hilaire
- 2003 : Stargate SG-1 : Pallan (saison 7 épisode 5 « Le réseau »)
- 2004 : Kingdom Hospital : révérend Jimmy Criss
- 2004 : Stargate Atlantis : Halling
- 2005 : Into the West : James 'Jim' Ebbets
- 2006 : Le 7e Round : Arthur Kennedy
- 2006 : Psych : Enquêteur malgré lui (saison 1 épisode 1 " Voyances et Manigances")
- 2007 : Alerte tsunamis (en) (Killer Wave) de Bruce McDonald : Stanley Schiff (mini-série, épisodes 1 et 2)
- 2007 : Les Maîtres de l'horreur (Masters of Horror) : Rufus Griswold
- 2007 : Dead Zone (saison 5 épisode 3 " Panic")
- 2007 : Les Sœurs Elliot : Alcidez Barling
- 2007 : Smallville : Zor-El
- 2007 : Sanctuary : John Druitt, Big Foot
- 2008 : Stargate Atlantis : Halling, Todd
- 2009 : Supernatural : Alastair
- 2010 : Mirador : Grenier (saison 1, épisodes 6 à 8)
- 2010 : Caprica : Kevin Reikle (épisodes 14 à 17)
- 2011 - 2016 : Hell on Wheels : L'Enfer de l'Ouest (Hell on Wheels) : Thor Gundersen, « le Suédois »
- 2012 : True Blood : Dieter Braun, membre de l'Autorité (saison 5)
- 2012 : Vegas : Cal Sprouse (épisode 20)
- 2013 : Castle : Henri (saison 5, épisode 16)
- 2014 : Gotham : Jack Gruber (2 épisodes)
- 2016 : 12 Monkeys : Keeper, l'homme obsédé par la vérité (saison 2, épisode 9)
- 2016 : les voyageurs du temps  Andrew Graham ( saison 3 épisode 8)
- 2016-2020 : Van Helsing : Sam
- 2017 : MacGyver : Harlan Wolf, Directeur Adjoint de l'AIVD (saison 1, épisode 17)
- 2017 : Tin Star (en) : Louis Gagnon
- 2017 : Flynn Carson et les Nouveaux Aventuriers : Grigori Yefimovich Rasputin (saison 4 épisode 6)
- 2017-2018 : Damnation : Don Berryman
- 2020 : Messiah : Oscar Wallace
- 2020 : Star Trek: Discovery : Wen (1 épisode)
- 2020 : Projet Blue Book : Edmund (1 épisode)
- 2020 : 50 States of Fright : Old man (2 épisodes)
- 2021 : Chapelwaite : Jakub
- 2022 : Sur Ordre de Dieu : Ammon Lafferty (7 épisodes)
- 2022 : Peacemaker : Captain Locke (4 épisodes)
- 2022 : Les Enquêtes de Murdoch : Jebediah Friessen (1 épisode)
- 2023 : The Last Of Us : Dr. Schoenheiss (1 épisode)

### Théâtre
- The Hobbit, Gandalf, Carousel players/ Kim Selody
- The glace bay miners museum, Neil G.C.T.C./ Richard Rose
- Silly cow, Sydney, juste for laughs/ H. Standjofski
- Alphonse, Alphonse, L'arrière scene/ Serge Marois
- Le making off de Macbeth, Richard, Pigeons int/ Paula de Vasconselos
- Savage/love, Truls, Pigeons int/ Paula de Vasconselos
- L'école des femmes, Notary/ Oronte, Théatre français/ M. Chevrier
- The last comedy, Isocrate, Banff ensemble/ Jean Asselin
- The school for scandal, Rowley, Banff ensemble/ Joe Dowling
- The anger in Ernest et Ernestine, Ernest, W.S Prod/ Kathleen Leroux
- Playing bare, Victor, Street people/ Katrina Dunn
- Twelfth night, Andrew Aguecheek, Banff ensemble/ William Hutt
- The knight of the burning pestle, Venturewell, Stratford festival/Hopkins/ Galloway
- The merry wives of Windsor, Rugby, Stratford festival/ Bernard Hopkins
- The grand inquisitor, The prisoner, Stratford festival/ J. Lambermont
- Love's labour cost, Don Armado, Stratford festival/ Bernard Hopkins

## Voix francophones
En France, Éric Legrand, est la voix régulière de Christopher Heyerdahl. Constantin Pappas,, Vincent Violette et Serge Faliu, l'ont également doublé à quatre et trois reprises.